# Genocid
Genocíd (grško genos - rod + latinsko occidere - ubiti) ali rodomòr je vsakršno sistematično uničevanje katerekoli narodnostne, etnične, rasne ali verske skupine z namenom v celoti ali delno uničiti to skupino.

## Izvor
Poljski Jud Rafael Lemkin, po poklicu pravnik, je bil avtor skovanke genocid, ki se je v obtožnici prvič pojavila na devetem Nürnberškem procesu.

## Genocid in pravo
Po sklepu Generalne skupščine Organizacije združenih narodov je bil genocid razglašen kot zločin proti človeštvu dne 9. decembra 1948. V mednarodnem pravu genocid ureja Konvencija o preprečevanju in kaznovanju zločina genocida. Slovenija je podpisnica konvencije o genocidu od leta 1950. V 2. členu konvencije je genocid definiran kot katerokoli od naslednjih dejanj, storjenih z namenom v celoti ali delno uničiti neko narodnostno, etnično, rasno ali versko skupino:
- pobijanje pripadnikov take skupine,
- povzročanje hudih telesnih ali duševnih poškodb pripadnikom take skupine,
- naklepno izpostavljanje takšne skupine življenjskim razmeram, ki naj privedejo do njenega popolnega ali delnega fizičnega uničenja,
- uvajanje ukrepov, ki preprečujejo rojstva v skupini,
- prisilno preseljevanje otrok ene skupine v drugo skupino.

Enako se glasi definicija iz 6. člena Rimskega statuta Mednarodnega kazenskega sodišča iz leta 1998.

### Genocid v slovenskem pravu
V Sloveniji genocid obravnava Kazenski zakonik Republike Slovenije in sicer v 14. poglavju »Kazniva dejanja zoper človečnost«.
Tako 100. člen opredeljuje:
Kdor ukaže ali stori z namenom, da bi v celoti ali delno uničil neko narodnostno, etnično, rasno ali versko skupino, naslednja dejanja:
- pobijanje pripadnikov takšne skupine,
- povzročanje hudih telesnih poškodb ali okvar duševnega zdravja pripadnikom takšne skupine,
- naklepno izpostavljanje takšne skupine življenjskim razmeram, ki naj privedejo do njenega popolnega ali delnega fizičnega uničenja,
- izvajanje ukrepov, ki preprečujejo rojstva v takšni skupini,
- prisilno preseljevanje otrok ene skupine v drugo skupino,

se kaznuje z zaporom najmanj petnajstih let.
Enako se kaznuje, kdor stori dejanje iz prejšnjega odstavka proti kakšni skupini zaradi razlogov iz osme alineje 101. člena